# Phaedinus hirtipes
Phaedinus hirtipes là một loài bọ cánh cứng trong họ Cerambycidae.